# Vídeo compost

Senyal de vídeo compost (CVBS).

El  vídeo compost  o CVBS, és un senyal de vídeo analògic que s'utilitza en la producció de televisió i en els equips audiovisuals domèstics. Aquest senyal elèctric és un senyal complex en què es codifica la imatge amb els seus diferents components de llum i color afegint els sincronismes necessaris per a la posterior reconstrucció.
El senyal de vídeo compost consta dels següents components: crominància, que porta la informació del color d'una imatge; luminància, que porta la informació de llum (imatge en blanc i negre) i sincronismes que indiquen les característiques de l'escombrat efectuat en la captació de la imatge.
El "vídeo compost" sol estar codificat en formats estàndards com ara NTSC, PAL i SECAM i és sovint designat per les sigles CVBS, que signifiquen "Color, Video, Blanking, & Sync" ("Color, Vídeo, Borrat i Sincronismes").

## Descripció

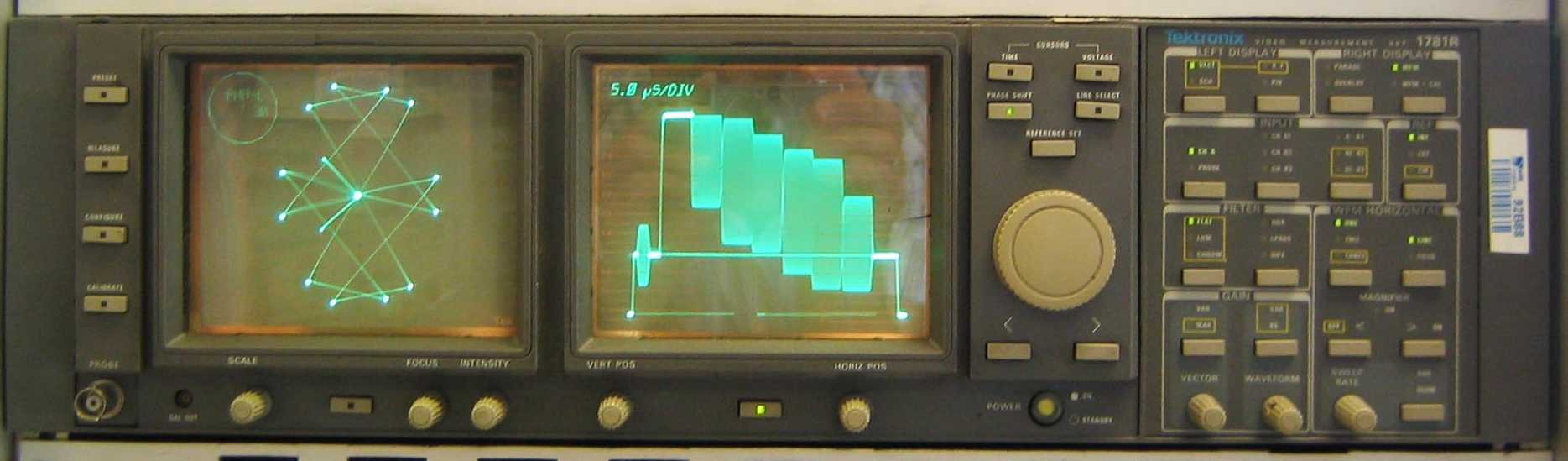
Barres de color EBU vistes en un MFO i un vectoscopi.

El vídeo compost té diferents estàndards que difereixen principalment en les característiques utilitzades en el mètode de descomposició de la imatge i en la codificació del color.
La descomposició de la imatge per la seva captació es realitza mitjançant l'escombratge de diferents "fotogrames", anomenats en terminologia de televisió  quadres  o  frames , que es descomponen en línies. El nombre de quadres (que es descomponen al seu torn en  camps ) i de línies marquen la característica de l'estàndard, s'agrupen en la utilització de 60 camps (30 quadres) per a Amèrica i Àsia i 50 camps (25 quadres) per a Europa (aquests paràmetres estaven basats en la freqüència fonamental de la xarxa de distribució elèctrica per evitar interferències al exposar el feix a camps magnètics de la xarxa de corrent altern).
La codificació del color es realitza de diferents maneres, això ha donat lloc a tres estàndards diferenciats i incompatibles entre si. Aquests són NTSC, usat a Amèrica i Àsia; PAL a Europa i SECAM a França i els països de la zona d'influència de l'antiga URSS.
En els sistemes PAL i NTSC, la informació de crominància s'introdueix modulant en quadratura una subportadora "de color". La freqüència de la subportadora varia entre el PAL i el NTSC, a causa de les diferents components espectrals dels dos sistemes. Com la informació de la imatge gairebé es repeteix en cada camp, les components espectrals s'agrupen al voltant dels 60 Hz, en el NTSC i 50 Hz en el PAL (Excepte el PAL de 60Hz del Brasil). Llavors els múltiples (harmònics) d'aquestes freqüències s'han de respectar per mantenir separades la luminància i crominància. En el NTSC, les mateixes consideracions són vàlides per a la crominància, de manera que la subportadora de color se situa entre dos múltiples de 60 Hz. El cas del PAL és més problemàtic pel fet que en cada camp s'inverteix la fase del senyal de color. Això dona una freqüència fonamental de 25Hz, de manera que ja no es pot posar la subportadora entre dos harmònics de 50 Hz, sinó que s'han de separar 12'5 Hz (i no 25). Això dificulta els filtres, però la millora del color pel que fa al NTSC ho compensa.
Els sincronismes van incorporats al senyal de luminància, com pics "ultranegres" del senyal. El nivell zero de luminància correspon al negre, mentre que els nivells més alts van sent més clars. Més enllà del negre (un 75%) hi ha el ultranegre, que és el nivell que tenen els impulsos de sincronisme. Aquest mètode es fa servir perquè els impulsos de soroll que pot contenir el senyal siguin negres (menys molestos) i a més, els impulsos de sincronisme mantenen negra la pantalla.

## Connectors i línies utilitzades pel senyal de vídeo

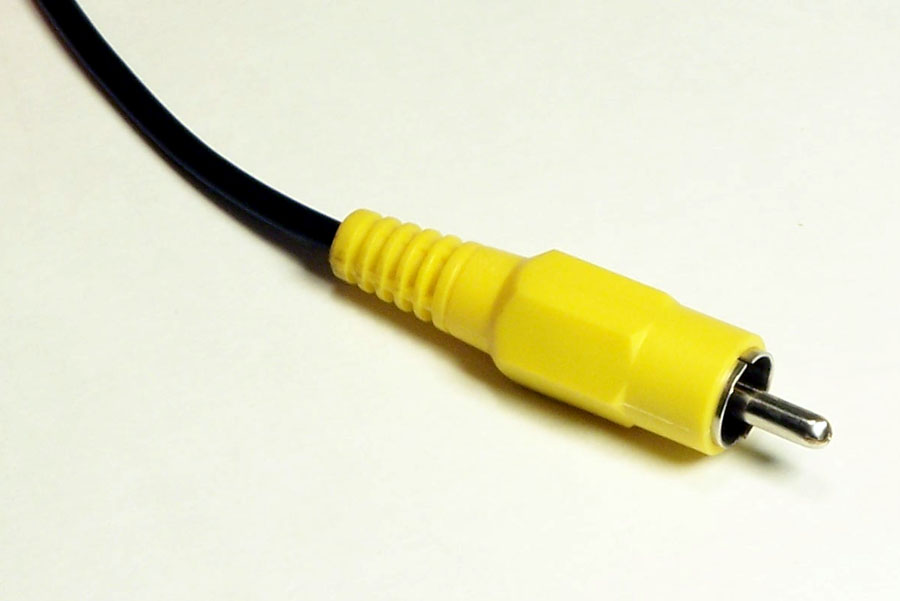
Cable de vídeo compost

Per al transport del senyal de vídeo compost s'utilitzen cables coaxials de 75 Ohm de impedància i connectors BNC. En l'àmbit domèstic el connector utilitzat és del tipus connector RCA de color groc.